# Carl Marzani
Carl Marzani (Roma, 4 marzo 1912 – New York, 11 dicembre 1994) è stato un giornalista e politico statunitense.
Carl Aldo Marzani è stato un attivista politico ed editore statunitense di origine italiana. Lavorò per il Partito Comunista degli Stati Uniti d'America, fu volontario nella guerra civile spagnola, agente nei servizi segreti statunitensi, produttore di documentari e autore di diversi libri. Durante la seconda guerra mondiale servì nella Federal Intelligence Agency, nel Office of Strategic Services (OSS) e più tardi nel Dipartimento di Stato degli Stati Uniti d'America. Selezionò gli obiettivi da bombardare durante il raid di Doolittle su Tokyo il 18 aprile 1942.
Nel 1947 venne incriminato dal Federal District Court di Washington per aver negato mendacemente la sua appartenenza al Partito Comunista al fine di mantenere il suo lavoro presso il Dipartimento di Stato; condannato, fece ricorso alla Corte Suprema due volte - nel 1948 e nel 1949 - e in entrambi i casi i giudici si divisero equamente sul verdetto, con una sola astensione (durante tutto questo periodo Marzani rimase comunque in carcere).
Successivamente lavorò come istruttore di economia, regista e comproprietario di una libreria. Pubblicò le sue memorie in cinque volumi - al momento del decesso, solo tre erano stati dati alle stampe - e si sposò due volte, la prima nel 1937 e la seconda nel 1966. Ebbe quattro figli, due maschi e due femmine, nonché due nipoti; fu il suo primogenito Anthony a dare la notizia della sua morte, dovuta ad un'insufficienza cardiaca.